# Hôtel d'Avaray
Het Hôtel d'Avaray is een stadspaleis in de Franse hoofdstad Parijs, in het 7e arrondissement. Het is sinds 1920 de ambtswoning van de Nederlandse ambassadeur in Frankrijk.
Het gebouw werd in 1723 gebouwd naar een ontwerp van Jean-Baptiste Leroux, in opdracht van Claude Theophilus Bésiade, de markies van Avaray. Het gebouw bleef tot 1920 in handen van zijn familie.
Het paleis is voor meerdere Franse film- en serieprojecten als locatie gebruikt, onder andere voor Intouchables en Lupin.
Élysée · Hôtel d'Avaray · Hôtel de Salm · Louvre · Palais Bourbon · Palais de Chaillot · Palais du Luxembourg · Palais-Royal

Voormalig: Palais des Tuileries

Zie ook: Lijst van bezienswaardigheden in Parijs